# Đoàn chủ tịch Kỳ họp Đại hội Đại biểu Nhân dân Toàn quốc
Đoàn Chủ tịch Kỳ họp Đại hội Đại biểu Nhân dân Toàn quốc Cộng Hòa Nhân dân Trung Hoa, gọi tắt là Đoàn Chủ tịch Đại hội Đại biểu Nhân dân Toàn quốc, hay Đoàn Chủ tịch Nhân đại Toàn quốc, là cơ quan quyền lực cao nhất của Cộng hòa Nhân dân Trung Hoa trong Đại hội Đại biểu Nhân dân Toàn quốc (tức Quốc hội Trung Quốc) và là "cơ quan hội nghị lâm thời" chủ trì các kỳ họp thường kỳ của Nhân đại toàn quốc.
Chức năng của nó được định rõ trong Luật Tổ chức Đại hội Đại biểu Nhân dân Toàn quốc và Quy tắc Nghị sự của Nhân đại Toàn quốc, nhưng không quy định cụ thể nó được thành lập như thế nào. Nó cũng quy định Đoàn Chủ tịch là chủ tọa các kỳ họp toàn thể của Đại hội Đại biểu Nhân dân Toàn quốc trong thời gian diễn ra kỳ họp. Khi Nhân đại Toàn quốc khóa mới nhóm họp để bầu ra các lãnh đạo nhà nước và chính phủ khóa mới, Đoàn Chủ tịch sẽ đề cử các ứng viên cho chức vụ Chủ tịch và Phó Chủ tịch Trung Quốc; Ủy viên trưởng, Phó Ủy viên trưởng và Tổng thư ký Ủy ban Thường vụ Nhân Đại Toàn quốc, Chủ tịch Ủy ban Quân sự Trung ương và Chánh án Tòa án nhân dân tối cao tới cho Nhân Đại Toàn quốc bầu.

## Thành phần cơ cấu nhân sự
Cơ cấu thành phần của Đoàn Chủ tịch Kỳ họp là tập hợp đại diện của các ngành và lĩnh vực, bao gồm: lãnh đạo Đảng Cộng sản và Nhà nước, ủy viên Quân ủy Trung ương, lãnh đạo các đảng phái dân chủ, Hội liên hiệp Công thương nghiệp toàn quốc, đại biểu độc lập, lãnh đạo các cơ quan chính quyền trung ương và các tổ chức nhân dân, trưởng đoàn đại biểu của tất cả 35 đoàn đại biểu Nhân Đại Toàn quốc (bao gồm cả đoàn đại biểu Hồng Kông, Ma Cao, Đài Loan và đoàn đại biểu của Quân Giải phóng Nhân dân), đại diện các doanh nghiệp, giới khoa học công nghệ, khoa học xã hội, giáo dục, nghệ thuật, y tế, thể thao, các tầng lớp xã hội, dân tộc thiểu số và lực lượng vũ trang.
Số lượng và thành viên Đoàn Chủ tịch Kỳ họp không cố định mà được thay đổi qua mỗi kỳ họp. Trên thực tế, Ủy ban Thường vụ sẽ thảo danh sách các ứng cử viên và trình lên  Nhân đại Toàn quốc vào một phiên họp trù bị. Tại mỗi kỳ họp thường niên, trước các phiên họp chính thức, Đại hội Đại biểu Nhân dân Toàn quốc sẽ họp trù bị, bầu Đoàn Chủ tịch Kỳ họp, Tổng thư ký Kỳ họp, biểu quyết các dự thảo và chương trình kỳ họp. Sau khi đã bầu xong Đoàn chủ tịch, Đoàn chủ tịch sẽ chủ trì các phiên họp còn lại.

## Quyền hạn và nghĩa vụ
- Đoàn Chủ tịch giới thiệu người ứng cử vào các chức danh lãnh đạo cơ quan nhà nước do Đại hội Đại biểu Nhân dân Toàn quốc bầu, sau khi đã được các đoàn đại biểu đã thảo luận kỹ lưỡng và ứng cử viên được xác định trên cơ sở ý kiến của đa số đại biểu.
- Đoàn Chủ tịch quyết định đưa các đề án trình Đại hội Đại biểu Nhân dân Toàn quốc thuộc phạm vi quyền hạn của mình để cho các đoàn đại biểu xem xét, báo cáo; sau đó Đoàn Chủ tịch sẽ xem xét và trình toàn thể Đại hội biểu quyết.
- Đoàn Chủ tịch tổ chức cho các đoàn đại biểu xem xét các đề xuất có trong chương trình của kỳ họp.
- Đoàn Chủ tịch quyết định thủ tục nghị án, nghị án đối với các nội dung chất vấn và nội dung các đại biểu nêu trong phiên họp.
- Đoàn Chủ tịch quyết định phương thức và kết quả bỏ phiếu.
- Đoàn Chủ tịch gồm các trưởng đoàn đại biểu tham dự kỳ họp quyết định trường hợp cần tổ chức họp kín.
- Trong thời gian diễn ra kỳ họp, Đoàn Chủ tịch quyết định việc đại biểu Đại hội Đại biểu Nhân dân Toàn quốc có thể bị bắt và xét xử hình sự hay không.

## Danh sách Đoàn Chủ tịch các kỳ họp

### Kỳ họp thứ nhất Đại hội Đại biểu Nhân dân Toàn quốc khóa XIII
Đoàn Chủ tịch Kỳ họp thứ nhất Đại hội Đại biểu Nhân dân Toàn quốc khóa XIII được bầu ra tại Phiên họp trù bị của Kỳ họp thứ nhất vào ngày 4 tháng 3 năm 2018, gồm 190 thành viên.

### Kỳ họp thứ 2 Đại hội Đại biểu Nhân dân Toàn quốc khóa XIII
Đoàn Chủ tịch Kỳ họp thứ 2 Đại hội Đại biểu Nhân dân Toàn quốc khóa XIII được bầu vào ngày 4 tháng 3 năm 2019 tại Phiên họp trù bị của Kỳ họp thứ 2 với 176 thành viên và 14 Chủ tịch thường vụ, gồm:
Lật Chiến Thư, Vương Thần, Tào Kiến Minh, Trương Xuân Hiền, Thẩm Dược Dược, Cát Bính Hiên, Arken Imirbaki, Vương Đông Minh, Padma Choling, Dương Chấn Vũ (Đảng Cộng sản); Mặc Ngạc Tương (Dân Cách); Trần Trúc (Nông Công Đảng); Đinh Trọng Lễ (Dân Minh); Hác Minh Kim (Dân Tiến); Thái Đạt Phong (Dân Tiến); Vũ Duy Hoa (Học xã Cửu Tam).

### Kỳ họp thứ 3 Đại hội Đại biểu Nhân dân Toàn quốc khóa XIII
Đoàn Chủ tịch Kỳ họp thứ 3 Đại hội Đại biểu Nhân dân Toàn quốc khóa XIII được bầu vào ngày 22 tháng 5 năm 2020 tại Phiên họp trù bị của Kỳ họp thứ 3 với 174 thành viên

### Kỳ họp thứ 4 Đại hội Đại biểu Nhân dân Toàn quốc khóa XIII
Đoàn Chủ tịch Kỳ họp thứ 4 Đại hội Đại biểu Nhân dân Toàn quốc khóa XIII được Đại hội bầu tại Phiên họp trù bị vào ngày 4 tháng 3 năm 2021 với 174 thành viên.